# Palmaralia
Palmaralia (Schefflera actinophylla) är ett städsegrönt träd i familjen araliaväxter. Den blir cirka 6 meter hög och blommar i augusti till november, med till en början gröngula blommor som slutligen blir mörkt röda. Blomställningen är egentligen en sammansatt ställning av flera ställningar med längden 1 till 1,5 meter. Liknar mer en färgad fontän som breder ut sig över det gröna bladverket. Bladen är flikade likt fingrar på ett paraplyliknande sätt och sitter på långa stjälkar. På engelska heter trädet Umbrella tree.
Ursprungsland Australien och Nya Guinea.